# Tsutomu Seki
Tsutomu Seki (関勉, Seki Tsutomu), né le 30 novembre 1930, à Kōchi, au Japon, est un astronome amateur japonais.

## Biographie
Tsutomu Seki a découvert quelques comètes, dont la célèbre comète brillante C/1965 S1 (Ikeya-Seki) avec Kaoru Ikeya.
Il a également découvert un grand nombre d'astéroïdes, dont l'astéroïde Amor (13553) Masaakikoyama et l'astéroïde troyen (5209) Oloossôn. D'après le Centre des planètes mineures, il en a découvert 225 entre 1981 et 2010.
Beaucoup de ses découvertes sont nommées d'après des sites ou des personnalités célèbres de Kochi, tels que Harimaya-bashi, Ryoma (d'après Sakamoto Ryōma), Katsurahama et Kagami-gawa, pour en citer quelques-uns.
Il fut directeur de l'observatoire de Geisei près de Kochi et responsable de la section des comètes de l'Association astronomique orientale (ja).
L'astéroïde (3426) Seki a été nommé en son honneur.

## Astéroïdes découverts
| (2396) Kochi           | 9 février 1981    |
| (2571) Geisei          | 23 octobre 1981   |
| (2582) Harimaya-Bashi  | 26 septembre 1981 |
| (2621) Goto            | 9 février 1981    |
| (2835) Ryoma           | 20 novembre 1982  |
| (2880) Nihondaira      | 8 février 1983    |
| (2961) Katsurahama     | 7 décembre 1982   |
| (3150) Tosa            | 11 février 1983   |
| (3182) Shimanto        | 27 novembre 1984  |
| (3262) Miune           | 28 novembre 1983  |
| (3431) Nakano          | 24 août 1984      |
| (3785) Kitami          | 30 novembre 1986  |
| (3822) Segovia         | 21 février 1988   |
| (3851) Alhambra        | 30 octobre 1986   |
| (3914) Kotogahama      | 16 septembre 1987 |
| (3935) Toatenmongakkai | 14 août 1987      |
| (4039) Souseki         | 17 septembre 1987 |
| (4095) Ishizuchisan    | 16 septembre 1987 |
| (4097) Tsurugisan      | 18 novembre 1987  |
| (4101) Ruikou          | 8 février 1988    |
| (4223) Shikoku         | 7 mai 1988        |
| (4256) Kagamigawa      | 3 octobre 1986    |
| (4290) Heisei          | 30 octobre 1989   |
| (4399) Ashizuri        | 21 octobre 1984   |
| (4411) Kochibunkyo     | 3 janvier 1990    |
| (4439) Muroto          | 2 novembre 1984   |
| (4441) Toshie          | 26 janvier 1985   |
| (4496) Kamimachi       | 9 décembre 1988   |
| (4498) Shinkoyama      | 5 janvier 1989    |
| (4505) Okamura         | 20 février 1990   |
| (4578) Kurashiki       | 7 décembre 1988   |
| (4606) Saheki          | 27 octobre 1987   |
| (4639) Minox           | 5 mars 1989       |
| (4670) Yoshinogawa     | 19 décembre 1987  |
| (4675) Ohboke          | 19 septembre 1990 |
| (4841) Manjiro         | 28 octobre 1989   |
| (4865) Sor             | 18 octobre 1988   |
| (5058) Tarrega         | 28 juillet 1987   |
| (5113) Kohno           | 19 janvier 1988   |
| (5124) Muraoka         | 4 février 1989    |
| (5141) Tachibana       | 16 décembre 1990  |
| (5179) Takeshima       | 1er mars 1989     |
| (5209) Oloossôn        | 13 février 1989   |
| (5815) Shinsengumi     | 3 janvier 1989    |
| (5823) Oryo            | 20 décembre 1989  |
| (5824) Inagaki         | 24 décembre 1989  |
| (5862) Sakanoue        | 13 janvier 1983   |
| (5915) Yoshihiro       | 9 mars 1991       |
| (5962) Shikokutenkyo   | 18 avril 1990     |
| (5966) Tomeko          | 15 novembre 1990  |
| (5969) Ryuichiro       | 17 mars 1991      |
| (6088) Hoshigakubo     | 18 octobre 1988   |
| (6237) Chikushi        | 4 février 1989    |
| (6244) Okamoto         | 20 août 1990      |
| (6302) Tengukogen      | 2 février 1989    |
| (6399) Harada          | 3 avril 1991      |
| (6449) Kudara          | 7 février 1991    |
| (6458) Nouda           | 2 octobre 1992    |
| (6497) Yamasaki        | 27 octobre 1992   |
| (6514) Torahiko        | 25 novembre 1987  |
| (6606) Makino          | 16 octobre 1990   |
| (6660) Matsumoto       | 16 janvier 1993   |
| (6699) Igaueno         | 19 décembre 1987  |
| (6720) Gifu            | 11 novembre 1990  |
| (6925) Susumu          | 24 octobre 1993   |
| (6965) Niyodogawa      | 11 novembre 1990  |
| (6971) Omogokei        | 8 février 1992    |
| (7017) Uradowan        | 1er février 1992  |
| (7094) Godaisan        | 4 septembre 1992  |
| (7125) Eitarodate      | 7 février 1991    |
| (7235) Hitsuzan        | 30 octobre 1986   |
| (7274) Washioyama      | 21 mars 1982      |
| (7287) Yokokurayama    | 10 novembre 1990  |
| (7289) Kamegamori      | 5 mai 1991        |
| (7410) Kawazoe         | 20 août 1990      |
| (7415) Susumuimoto     | 14 novembre 1990  |
| (7463) Oukawamine      | 20 septembre 1985 |
| (7594) Shotaro         | 19 janvier 1993   |
| (7650) Kaname          | 16 octobre 1990   |
| (7693) Hoshitakuhai    | 20 novembre 1982  |
| (8083) Mayeda          | 1er novembre 1988 |
| (8163) Ishizaki        | 27 octobre 1990   |
| (8234) Nobeoka         | 3 novembre 1997   |
| (8367) Bokusui         | 23 octobre 1990   |
| (8375) Kenzokohno      | 12 janvier 1992   |
| (8387) Fujimori        | 19 février 1993   |
| (8428) Okiko           | 3 novembre 1997   |
| (8485) Satoru          | 29 mars 1989      |
| (8492) Kikuoka         | 21 janvier 1990   |
| (8732) Champion        | 8 décembre 1996   |
| (8877) Rentaro         | 19 janvier 1993   |
| (8957) Koujounotsuki   | 22 mars 1998      |
| (9032) Tanakami        | 23 novembre 1989  |
| (9062) Ohnishi         | 27 novembre 1992  |
| (9063) Washi           | 17 décembre 1992  |
| (9196) Sukagawa        | 27 novembre 1992  |
| (9198) Sasagamine      | 25 janvier 1993   |
| (9323) Hirohisasato    | 11 février 1989   |
| (9409) Kanpuzan        | 25 janvier 1995   |
| (9745) Shinkenwada     | 2 novembre 1988   |
| (9751) Kadota          | 20 août 1990      |
| (9756) Ezaki           | 12 février 1991   |
| (9852) Gora            | 24 décembre 1990  |
| (9870) Maehata         | 4 février 1992    |
| (9964) Hideyonoguchi   | 13 février 1992   |
| (10078) Stanthorpe     | 30 octobre 1989   |
| (10091) Bandaisan      | 11 novembre 1990  |
| (10094) Eijikato       | 20 février 1991   |
| (10167) Yoshiwatiso    | 31 janvier 1995   |
| (10300) Tanakadate     | 6 mars 1989       |

| (10321) Rampo            | 26 octobre 1990    |
| (10547) Yosakoi          | 2 mai 1992         |
| (10791) Uson             | 8 février 1992     |
| (10803) Caléyo           | 21 octobre 1992    |
| (10829) Matsuobasho      | 22 octobre 1993    |
| (11288) Okunohosomichi   | 10 décembre 1990   |
| (11294) Kazu             | 4 février 1992     |
| (11296) Denzen           | 24 mai 1992        |
| (11304) Cowra            | 19 février 1993    |
| (11321) Tosimatumoto     | 21 février 1995    |
| (11361) Orbinskij        | 28 février 1998    |
| (11516) Arthurpage       | 6 mars 1991        |
| (11878) Hanamiyama       | 18 avril 1990      |
| (11925) Usubae           | 23 décembre 1992   |
| (11927) Mount Kent       | 16 janvier 1993    |
| (12084) Unno             | 22 mars 1998       |
| (12277) Tajimasatonokai  | 17 novembre 1990   |
| (12335) Tatsukushi       | 21 novembre 1992   |
| (12690) Kochimiraikagaku | 5 novembre 1988    |
| (12706) Tanezaki         | 15 octobre 1990    |
| (12749) Odokaigan        | 2 février 1993     |
| (13015) Noradokei        | 14 décembre 1987   |
| (13529) Yokaboshi        | 1er septembre 1991 |
| (13553) Masaakikoyama    | 2 mai 1992         |
| (13569) Oshu             | 4 mars 1993        |
| (13918) Tsukinada        | 24 août 1984       |
| (13933) Charleville      | 2 novembre 1988    |
| (13978) Hiwasa           | 4 mai 1992         |
| (13989) Murikabushi      | 16 janvier 1993    |
| (14012) Amédée           | 6 décembre 1993    |
| (14880) Moa              | 7 février 1991     |
| (15238) Hisaohori        | 2 février 1989     |
| (15252) Yoshiken         | 20 juillet 1990    |
| (15723) Girraween        | 20 septembre 1990  |
| (15739) Matsukuma        | 9 mars 1991        |
| (16503) Ayato            | 15 octobre 1990    |
| (16602) Anabuki          | 17 mars 1993       |
| (17461) Shigosenger      | 20 octobre 1990    |
| (17465) Inawashiroko     | 11 novembre 1990   |
| (17508) Takumadan        | 3 mai 1992         |
| (17509) Ikumadan         | 4 mai 1992         |
| (18365) Shimomoto        | 17 novembre 1990   |
| (18400) Muramatsushigeru | 25 novembre 1992   |
| (18609) Shinobuyama      | 30 janvier 1998    |
| (18644) Arashiyama       | 2 mars 1998        |
| (19156) Heco             | 20 septembre 1990  |
| (19161) Sakawa           | 15 octobre 1990    |
| (19197) Akasaki          | 6 mars 1992        |
| (19210) Higayoshihiro    | 25 décembre 1992   |
| (20040) Tatsuyamatsuyama | 21 novembre 1992   |
| (20102) Takasago         | 31 janvier 1995    |
| (21014) Daishi           | 13 octobre 1988    |
| (21016) Miyazawaseiroku  | 2 novembre 1988    |
| (21022) Ike              | 2 février 1989     |
| (21089) Mochizuki        | 8 février 1992     |
| (21126) Katsuyoshi       | 19 janvier 1993    |
| (21166) Nobuyukishouji   | 6 décembre 1993    |
| (21282) Shimizuyuka      | 14 octobre 1996    |
| (23468) Kannabe          | 20 septembre 1990  |
| (23478) Chikumagawa      | 21 janvier 1991    |
| (23504) Haneda           | 7 mars 1992        |
| (23587) Abukumado        | 2 octobre 1995     |
| (24889) Tamurahosinomura | 11 décembre 1996   |
| (26092) Norikonoriyuki   | 16 septembre 1987  |
| (26097) Kamishi          | 6 novembre 1988    |
| (26123) Hiroshiyoshida   | 29 juillet 1992    |
| (26127) Otakasakajyo     | 19 janvier 1993    |
| (26151) Irinokaigan      | 2 octobre 1994     |
| (26837) Yoshitakaokazaki | 7 septembre 1991   |
| (27716) Nobuyuki         | 13 février 1989    |
| (27739) Kimihiro         | 17 octobre 1990    |
| (27740) Obatomoyuki      | 20 octobre 1990    |
| (27790) Urashimataro     | 13 février 1993    |
| (29157) Higashinihon     | 11 mars 1989       |
| (29186) Lake Tekapo      | 26 octobre 1990    |
| (29199) Himeji           | 17 mars 1991       |
| (29249) Hiraizumi        | 26 septembre 1992  |
| (29252) Konjikido        | 25 janvier 1993    |
| (29337) Hakurojo         | 6 janvier 1995     |
| (30838) Hitomiyamasaki   | 7 février 1991     |
| (30879) Hiroshikanai     | 25 mai 1992        |
| (30888) Okitsumisaki     | 19 janvier 1993    |
| (32858) Kitakamigawa     | 25 janvier 1993    |
| (35076) Yataro           | 21 janvier 1990    |
| (35093) Akicity          | 14 mars 1991       |
| (37729) Akiratakao       | 14 octobre 1996    |
| (39558) Kishine          | 24 mai 1992        |
| (39566) Carllewis        | 26 septembre 1992  |
| (39712) Ehimedaigaku     | 14 octobre 1996    |
| (39809) Fukuchan         | 30 novembre 1997   |
| (42566) Ryutaro          | 3 décembre 1996    |
| (43792) 1990 VY1         | 11 novembre 1990   |
| (43794) Yabetakemoto     | 19 décembre 1990   |
| (43803) 1991 RH2         | 7 septembre 1991   |
| (43857) 1993 VP2         | 15 novembre 1993   |
| (46580) Ryouichiirie     | 2 avril 1992       |
| (46592) 1992 YP          | 16 décembre 1992   |
| (46595) Kita-Kyushu      | 29 décembre 1992   |
| (46596) Tobata           | 16 janvier 1993    |
| (48482) Oruki            | 5 février 1992     |
| (48495) Ryugado          | 16 janvier 1993    |
| (52285) Kakurinji        | 30 juillet 1990    |
| (52455) Masamika         | 6 janvier 1995     |
| (58164) 1989 WV3         | 20 novembre 1989   |
| (58184) Masayukiyamamoto | 7 septembre 1991   |
| (58185) Rokkosan         | 7 septembre 1991   |
| (65716) Ohkinohama       | 25 janvier 1993    |
| (65894) Echizenmisaki    | 30 janvier 1998    |
| (79130) Bandanomori      | 26 octobre 1990    |
| (79149) Kajigamori       | 27 octobre 1992    |
| (79152) Abukumagawa      | 17 mars 1993       |
| (90713) Chajnantor       | 11 novembre 1990   |
| (120462) Amanohashidate  | 26 octobre 1990    |
| (237276) Nakama          | 2 décembre 2008    |
| (321821) 2010 RT46       | 3 septembre 2010   |